# Дом Кокошкина

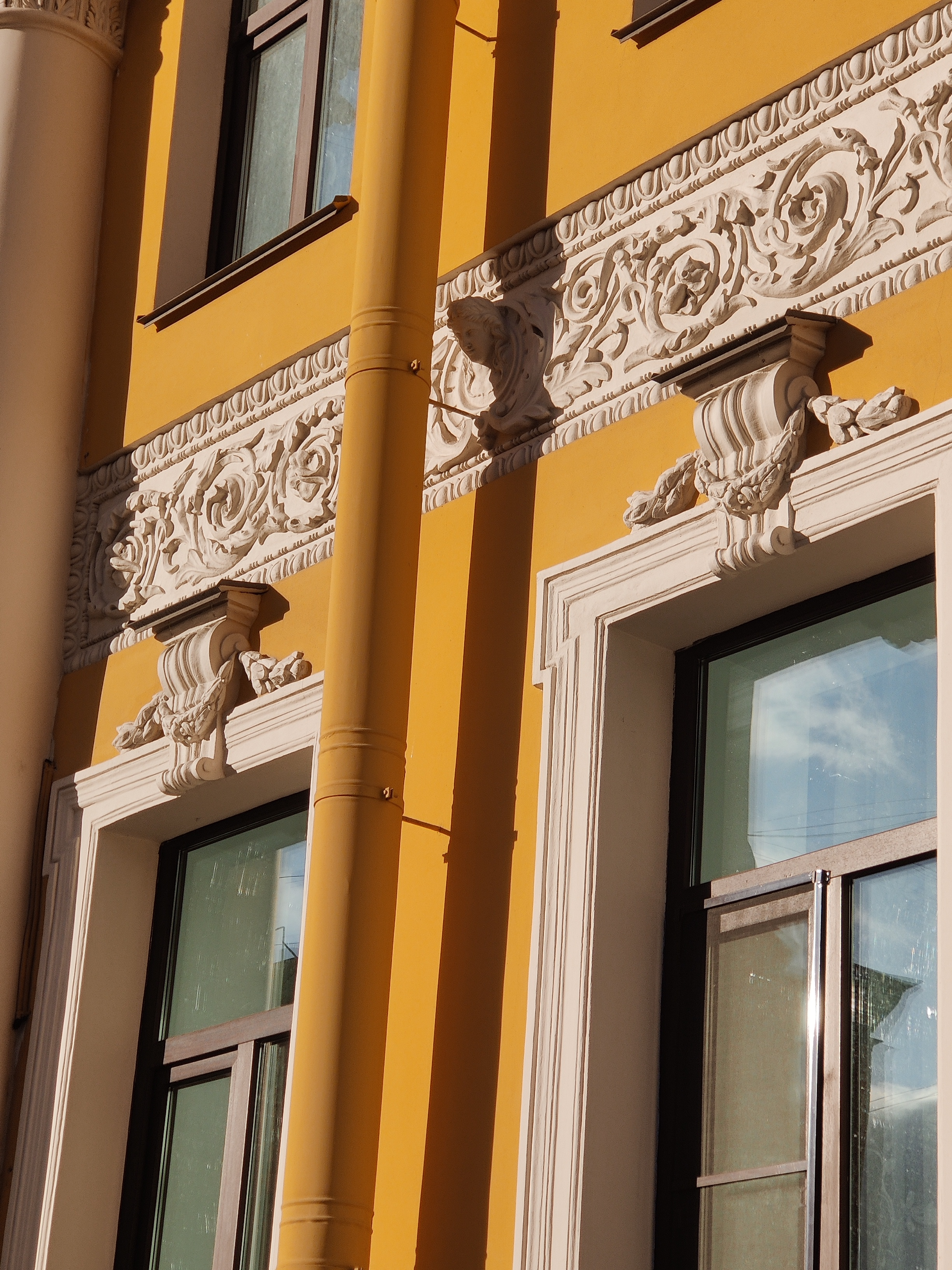
Лепные панно с акантами и женскими головами

Дом Кокошкина — памятник архитектуры. Расположен в Санкт-Петербурге, современный адрес дома — улица Чайковского, 4 (Гагаринская улица, 8).
Двухэтажный жилой дом первой четверти XIX века, архитектор неизвестен. Двор многоугольный, застроен жилыми флигелями. Угол дома украшен четырьмя трёхчетвертными коринфскими колоннами, что было типично для угловых зданий периода русского классицизма.
Фасады со временем были изменены. Фасад на улицу Чайковского обработан карнизом на кронштейнах и аттиком, что типичнее для позднего классицизма. Наличники второго этажа, лепные панно с акантами и горельефы женских голов более типичны для русского классицизма конца XVIII — начала XIX веков.
Помещение парадной лестницы перекрыто деревянным куполом, обработано пилястрами, освещается через фонарь в куполе.
Вследствие обстрелов города в Великую Отечественную войну к 1944 году стены и колонны были испорчены осколками, но позднее отреставрированы.